# Mason Vale Cotton
Pour les articles homonymes, voir Cotton.
Mason Vale Cotton est un acteur américain né le 25 juin 2002 à San Diego, en Californie. Il est notamment connu pour avoir interprété le rôle de Maynard « MJ » Delfino dans les saisons 5 à 8 de Desperate Housewives.

## Biographie
Il est le frère de l'acteur Maxwell Perry Cotton. Il a d'ailleurs commencé sa carrière dans des publicités, en suivant son frère dans des auditions.

## Filmographie

### Acteur

#### Cinéma
- 2010 : Radio Free Albemuth : Ezra Brady
- 2011 : Happy Feet 2 : Voix additionnelles (voix)
- 2013 : Snake & Mongoose (en) : Tommy (à 7 ans)
- 2015 : Russell Madness : Max
- 2017 : Mad Families : Chuckie
- 2017 : Scales: Mermaids Are Real : Martin
- 2020 : Nicktoons

#### Courts-métrages
- 2008 : The Spleenectomy
- 2017 : FuN?
- 2017 : Super

#### Télévision

##### Séries télévisées
- 2008 : Médium : Ben Goldman
- 2008 : Urgences : Brian
- 2008-2012 : Desperate Housewives : Maynard « MJ » Delfino
- 2012-2015 : Mad Men : Bobby Draper
- 2016 : The Grinder : Son

##### Téléfilms
- 2009 : Lutins d'élite, mission Noël : Timmy Terwelp (voix)
- 2017 : Hé Arnold ! : Mission Jungle : Arnold (voix)

### Parolier

#### Séries télévisées
- 2013 : Mad Men

## Autres projets
- Voix de Nemo dans l'attraction Finding Nemo des parcs à thème Disneyland.
- 2010 : voix de Foxy dans le jeu vidéo Kingdom Hearts dans la version anglaise.
- 2011 : voix dans le jeu Kinect Disneyland Adventures